# Gypsum (Kansas)
Gypsum – miasto w Stanach Zjednoczonych, w stanie Kansas, w hrabstwie Saline.